# Libnotes thwaitesiana
Libnotes thwaitesiana är en tvåvingeart som beskrevs av John Obadiah Westwood 1876. Libnotes thwaitesiana ingår i släktet Libnotes och familjen småharkrankar. Artens utbredningsområde är Indien, Java och Sri Lanka.